# Сент Пол (острво)
Сент Пол (енгл. St. Paul Island) је острво САД које припада савезној држави Аљасци. Површина острва износи 104 ². Према попису из 2000. на острву су живела 532 становника.

## Географија
Сент Пол је једно од Прибиловских острва, групе од четири вулканска острва смештена отприлике 500  северно од Аљаске. Острво је релативно мало, покрива површину од око 100 2. Његов пејзаж је доминиран брдима, стеновитим литицама и пространим тундрама, стварајући упечатљив контраст насрам леденог Беринговог мора.